# Tetraalkylstannane
Tetralalkylstannane sind zinnorganische Verbindungen mit der allgemeinen Formel R4Sn. Es sind farblose Flüssigkeiten, die von Luft oder Wasser nicht angegriffen werden.

## Herstellung
Eine Legierung aus Zinn und Natrium reagiert mit einem Halogenalkan RX zum entsprechenden
Tetraalkylstannan:
Alternativ liefert die Reaktion von Zinn(IV)-chlorid mit der aluminiumorganischen Verbindung R3Al (R = Alkyl)  ebenfalls ein Tetraalkylstannan:

## Reaktivität
Bei der Reaktion von z. B. Tetraethylstannan mit Iod entsteht Triethyliodstannan: